# Hydraena holdhausi
Hydraena holdhausi är en skalbaggsart som beskrevs av Pretner 1929. Hydraena holdhausi ingår i släktet Hydraena och familjen vattenbrynsbaggar. Inga underarter finns listade i Catalogue of Life.